# آلان بوشارد
آلان بوشارد هو شخصية أعمال كندي، ولد في 1949 في شيكوتيمي في كندا.